# Keep the Faith (singolo Bon Jovi)
Keep the Faith è un singolo del gruppo musicale statunitense Bon Jovi, il primo estratto dal quinto album in studio Keep the Faith e pubblicato il 13 ottobre 1992.
Si tratta del brano che ha inaugurato la svolta stilistica più matura intrapresa dai Bon Jovi negli anni novanta. Ha raggiunto la posizione numero 29 della Billboard Hot 100 e il primo posto della Mainstream Rock Songs negli Stati Uniti. Altrove, è arrivata alla quinta posizione nel Regno Unito e in Canada.
Le versioni del singolo non distribuite negli Stati Uniti contengono la b-side I Wish Everyday Could Be Like Christmas, che fu diffusa per qualche giorno dalle radio internazionali poco prima della pubblicazione dell'album.

## Il brano
Scritta da Jon Bon Jovi, Richie Sambora e Desmond Child, il brano è caratterizzato da una potente linea di basso elettrico ed è regolarmente presente nei concerti del gruppo. Quando eseguita dal vivo, il cantante Jon Bon Jovi suona le percussioni. Un esempio di questo lo si ha nelle registrazioni Live from London, The Crush Tour e Live at Madison Square Garden. Il brano fa inoltre parte del primo Greatest Hits del gruppo, Cross Road, dell'album live One Wild Night Live 1985-2001 e del disco acustico This Left Feels Right.
Nel 2009, Jon Bon Jovi ha registrato una nuova versione di Keep the Faith con il Youth Choir (coro giovanile) di Washington, inserita nel disco Oh Happy Day: An All-Star Music Celebration.

## Video musicale
Il videoclip, diretto da Phil Joanou e girato sia in bianco e nero che a colori, combina scene dei Bon Jovi che si esibiscono su un palco ad altre in cui si vedono i membri del gruppo a New York City. In queste ultime, vengono mostrati principalmente Jon Bon Jovi e Richie Sambora in varie parti della città, mentre il resto della band appare solo all'inizio e alla fine del video. Viene inquadrato Jon seduto sulla scalinata di una casa, alla guida di un autobus e mentre cammina sul ponte di Brooklyn seguito da un gruppo di adolescenti. Sambora appare invece mentre suona la chitarra in Wall Street e sul ponte di Brooklyn.

## Formazione
- Jon Bon Jovi - voce, maracas
- Richie Sambora - chitarra, cori
- David Bryan - tastiere, cori
- Alec John Such - basso, cori
- Tico Torres - batteria

## Tracce
Versione britannica
1. Keep the Faith – 5:45 (Jon Bon Jovi, Richie Sambora, Desmond Child)
2. I Wish Everyday Could Be Like Christmas – 4:25 (Bon Jovi)
3. Living in Sin (Live) – 6:12 (Bon Jovi)

Versione tedesca
1. Keep the Faith (versione ridotta) – 4:52 (Bon Jovi, Sambora, Child)
2. Keep the Faith – 5:45 (Bon Jovi, Sambora, Child)
3. I Wish Everyday Could Be Like Christmas – 4:25 (Bon Jovi)
4. Little Bit of Soul – 5:42 (Bon Jovi, Sambora)

La traccia dal vivo è stata registrata a Lakeland, in Florida, durante il New Jersey Syndicate Tour.

## Classifiche
| Classifica (1992)             | Posizione massima |
| ----------------------------- | ----------------- |
| Australia                     | 10                |
| Austria                       | 17                |
| Belgio (Fiandre)              | 14                |
| Canada                        | 6                 |
| Europa                        | 6                 |
| Finlandia                     | 3                 |
| Francia                       | 41                |
| Germania                      | 8                 |
| Irlanda                       | 5                 |
| Norvegia                      | 1                 |
| Nuova Zelanda                 | 4                 |
| Paesi Bassi                   | 9                 |
| Regno Unito                   | 5                 |
| Stati Uniti                   | 29                |
| Stati Uniti (mainstream rock) | 1                 |
| Stati Uniti (pop)             | 23                |
| Stati Uniti (radio)           | 39                |
| Svezia                        | 7                 |
| Svizzera                      | 3                 |